# 派克斯皮克 (印地安納州)
派克斯皮克（英語：Pikes Peak）是位於美國印地安納州布朗縣的一個非建制地區。該地的面積和人口皆未知。

## 地理
派克斯皮克的座標為39°07′43″N 86°08′29″W / 39.12861°N 86.14139°W，而該地的平均海拔高度為184米（即604英尺）。